# Hermann Heinrich Howaldt

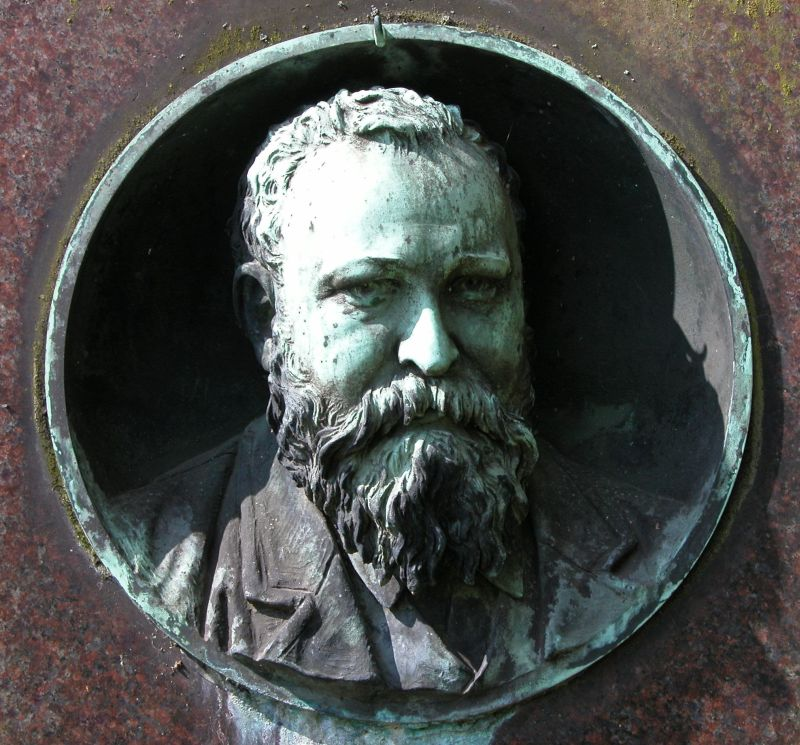
Relief Hermann Howaldt an seinem Grabstein auf dem Magnifriedhof in Braunschweig

Hermann Howaldt (eigentlich Hermann Heinrich Howaldt, * 5. Januar 1841 in Braunschweig; † 2. Dezember 1891 ebenda) war ein deutscher Bildhauer, Erzgießer und Kupfertreiber.

## Leben
Hermann Howaldt wurde in Braunschweig als Sohn und fünftes Kind des Erzgießers und Kupfertreibers Professor Georg Ferdinand Howaldt geboren. Er erlernte wie schon sein Bruder August zunächst in dessen Werkstatt an der Helmstedter Straße das anspruchsvolle künstlerische Handwerk. Alsbald firmierte die Bildgießerei der Künstlerfamilie unter Georg Howaldt & Sohn. Hermann Howaldt heiratete am 21. März 1872 in Braunschweig Helene Brust und hatte mit ihr sechs Kinder.
Ab 1880 besorgte er ausschließlich die Aufträge und deren Ausführung. Nach dem Tod seines Vaters führte er die Gießerei bis zu seinem eigenen tragischen Tod fort. Bei der Ausführung der 4,8 m hohen und 1,7 t schweren Fama für die Glaskuppel des Ausstellungsgebäudes der Dresdner Kunstakademie stürzte er vom Gerüst. Der langjährige Mitarbeiter und Bildhauer Paul Rinckleben übernahm zunächst die Bildgießerei auf Pachtbasis allein und führte die begonnenen Arbeiten zu Ende.
Hermanns Sohn Ferdinand Adolf Howaldt, der den Erzguss praktisch erlernt und an der Technischen Hochschule zu Braunschweig sowie den Kunstwerkstätten zu Stuttgart und Köln studiert hatte, trat 1903 trotz bereits deutlicher wirtschaftlicher Schwierigkeiten in die Bildgießerei in dritter Generation mit entsprechendem Kapital ein, das Unternehmen musste dennoch 1906 Konkurs anmelden.

## Werke (Auswahl)

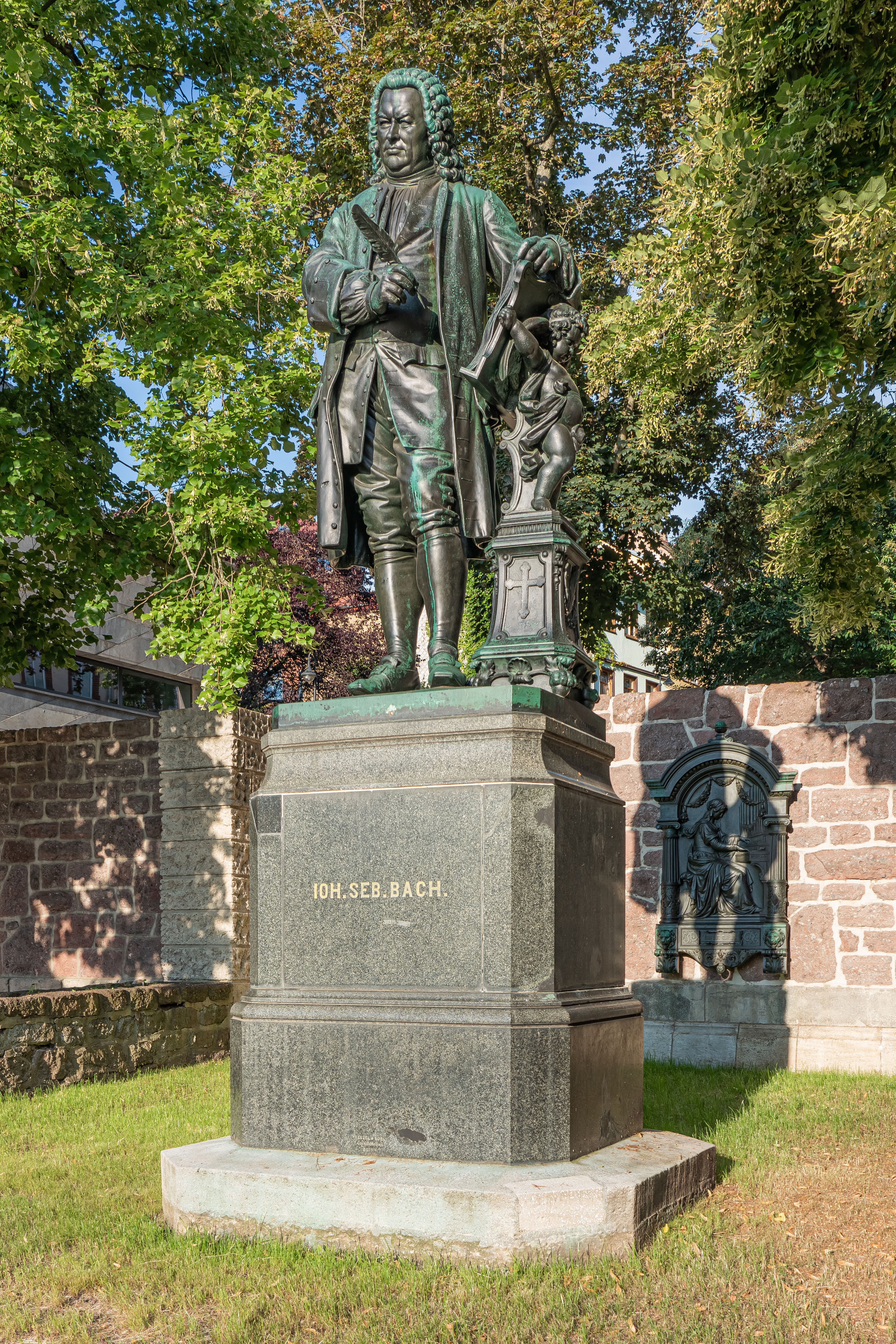
Bachdenkmal in Eisenach
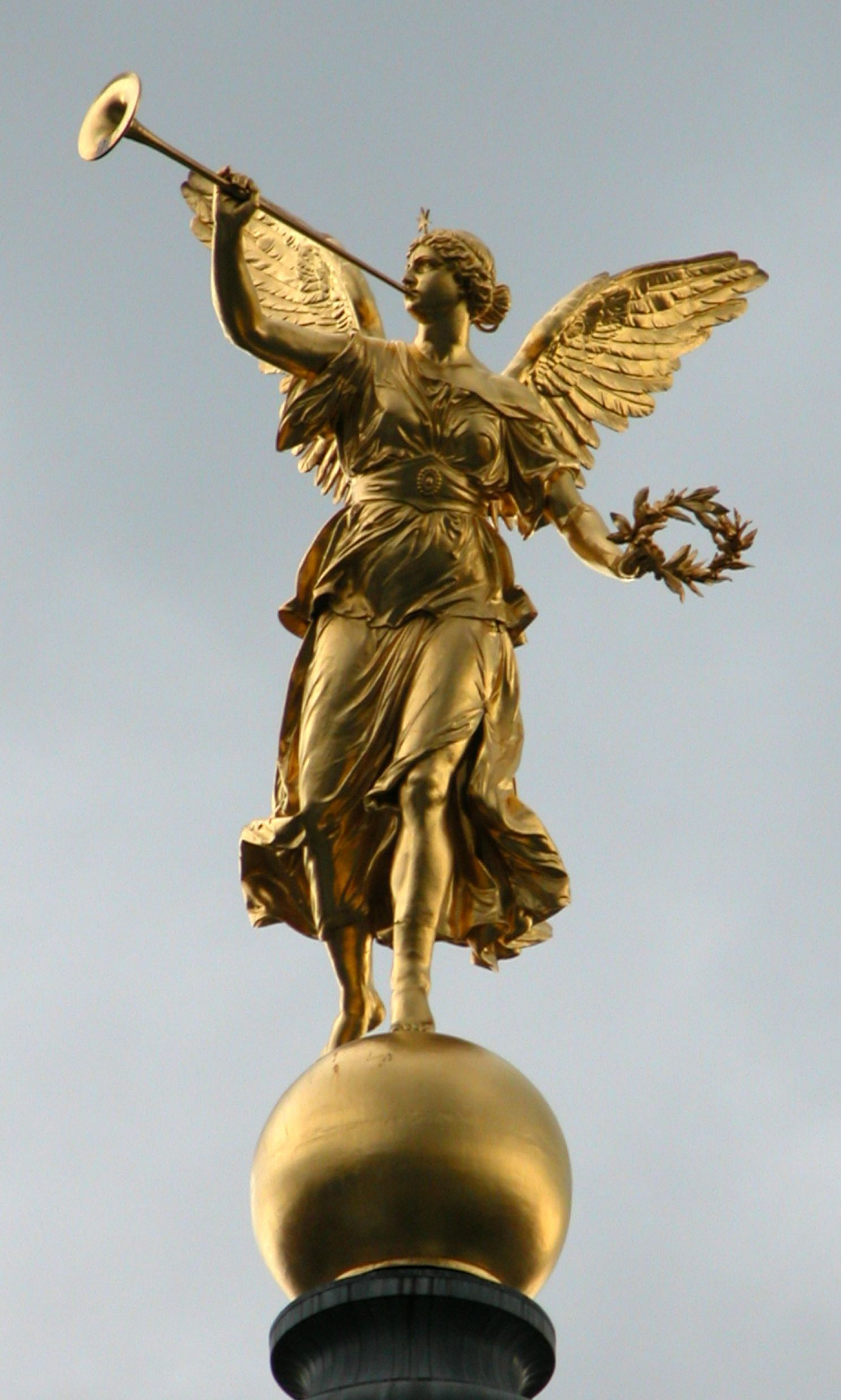
Fama der Dresdner Kunstakademie
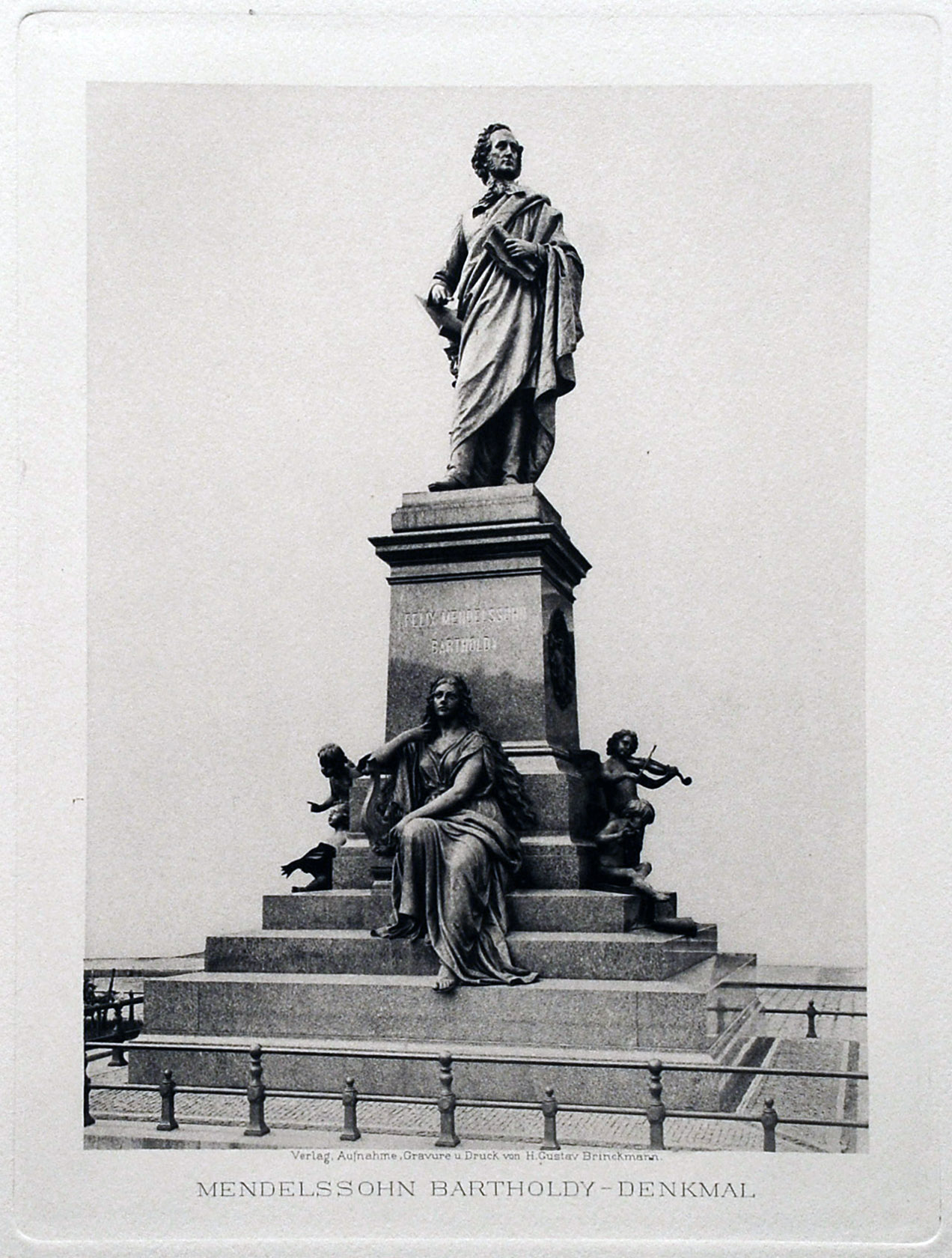
Felix Mendelssohn Bartholdy – Statue in Leipzig vor 1900
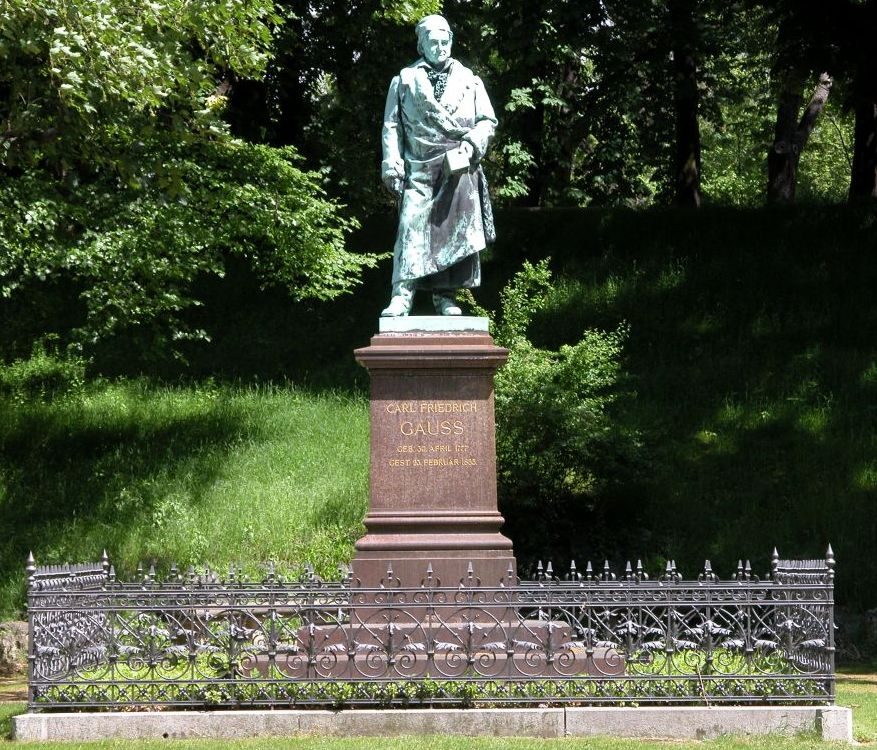
Gauß – Statue in Braunschweig

- Gauß-Statue, 1880, nach einem Entwurf von Fritz Schaper für Braunschweig
- Siegesdenkmal, 1881, nach einem Entwurf von Adolf Breymann, nach dessen Tod fortgeführt von Robert Diez, für Braunschweig
- Denkmal Johann Sebastian Bach, 1883, nach einem Entwurf von Adolf von Donndorf, Bronzeguss für Eisenach, enthüllt am 28. September 1884
- Monumentalbrunnen für Zittau
- Atlasgruppe auf dem Dach des Frankfurter Hauptbahnhofs, 1888
- Statue der Germania am Siegesdenkmal in Leipzig, Treibarbeit nach einem Entwurf von Rudolf Siemering, enthüllt 1888 – entfernt auf Antrag der SPD-Fraktion 1946
- Franz-Abt-Denkmal nach einem Entwurf von Carl Friedrich Echtermeier für Braunschweig
- Statue von Felix Mendelssohn Bartholdy, nach einem Entwurf von Werner Stein für Leipzig (vor dem Neuen Gewandhaus), enthüllt 1892, entfernt während einer Auslandsreise des Leipziger Bürgermeisters Goerdeler im November 1936. 2008 wurde eine originalgetreue Replik des Denkmals vor dem Westportal der Thomaskirche Leipzig aufgestellt.
- Fama für die Kuppel des Ausstellungsgebäudes der Dresdner Kunstakademie (sog. Zitronenpresse), vergoldete Kupfertreibarbeit nach einem Entwurf von Robert Henze (1890), fertiggestellt bis 1893 von dem Bildhauer Paul Rinckleben.